# Gare de Lafarge
Gare de Lafarge vasútállomás Franciaországban, Saint-Hilaire-les-Places településen.

## Vasútvonalak
Az állomást az alábbi vasútvonalak érintik:
- Limoges-Bénédictins–Périgueux-vasútvonal

## Kapcsolódó állomások
A vasútállomáshoz az alábbi állomások vannak a legközelebb:
- Gare de Nexon
- Gare de Bussière-Galant